# Benjamin H Bratton
Benjamin H. Bratton (Los Ángeles, 3 de noviembre de 1968) es un sociólogo estadounidense, teórico cuyo trabajo abarca la filosofía, la arquitectura, el diseño y las ciencias de la computación. Es conocido por manejar en conjunto la investigación estética con la filosófica, la planificación organizada con estrategia, y por sus escritos sobre las implicaciones culturales de la computación y la globalización. Es profesor de Artes Visuales y director del Centro de Diseño y Geopolítica en la Universidad de California, San Diego. También es director del programa The New Normal del Instituto Strelka para Medios, Arquitectura y Diseño en Moscú, y profesor de diseño digital en la Escuela Europea de Posgrado en Saas-Fee, Suiza. Además Bratton es profesor encargado en el SCI-Arc (Instituto de Arquitectura del Sur de California).

## Carrera
Su trabajo se centra en las relaciones de la teoría social y política contemporánea, los medios y la infraestructura computacional, y los problemas y metodologías de arquitectura y diseño urbano. Sus intereses de investigación actual incluyen: la problemática filosófica de la interfacialidad, el urbanismo digital y la arquitectura de los medios, la filosofía contemporánea y la teoría estética contemporánea, los protocolos y plataformas institucionales de transferencia de tecnología, la gestión y metodologías de investigación de diseño, la teoría sociológica clásica y contemporánea, la historia de las ciencias sociales, teoría organizacional, e interacción y diseño de interfaces.
Bratton ha dado muchas conferencias y es autor de numerosos artículos y capítulos de libros en publicaciones académicas. Bratton ha publicado múltiples artículos, desde AD: Architectural Design and Volume a BlackBook and Theory, Culture & Society, y ha sido profesor visitante y crítico en Columbia, Pratt, Yale, Architectural Association of London, Penn, USC, UCLA, Art Center College de Diseño, Michigan, Brown, la Universidad de Artes Aplicadas de Viena, entre otros.
Es asesor y consultor frecuente de organizaciones públicas y privadas. Es el exdirector del Grupo de Estrategias Avanzadas en Yahoo! en Sunnyvale y Burbank, CA, y exdirector de Arquitectura informacional en Razorfish en Los Ángeles y Nueva York.

## Personal

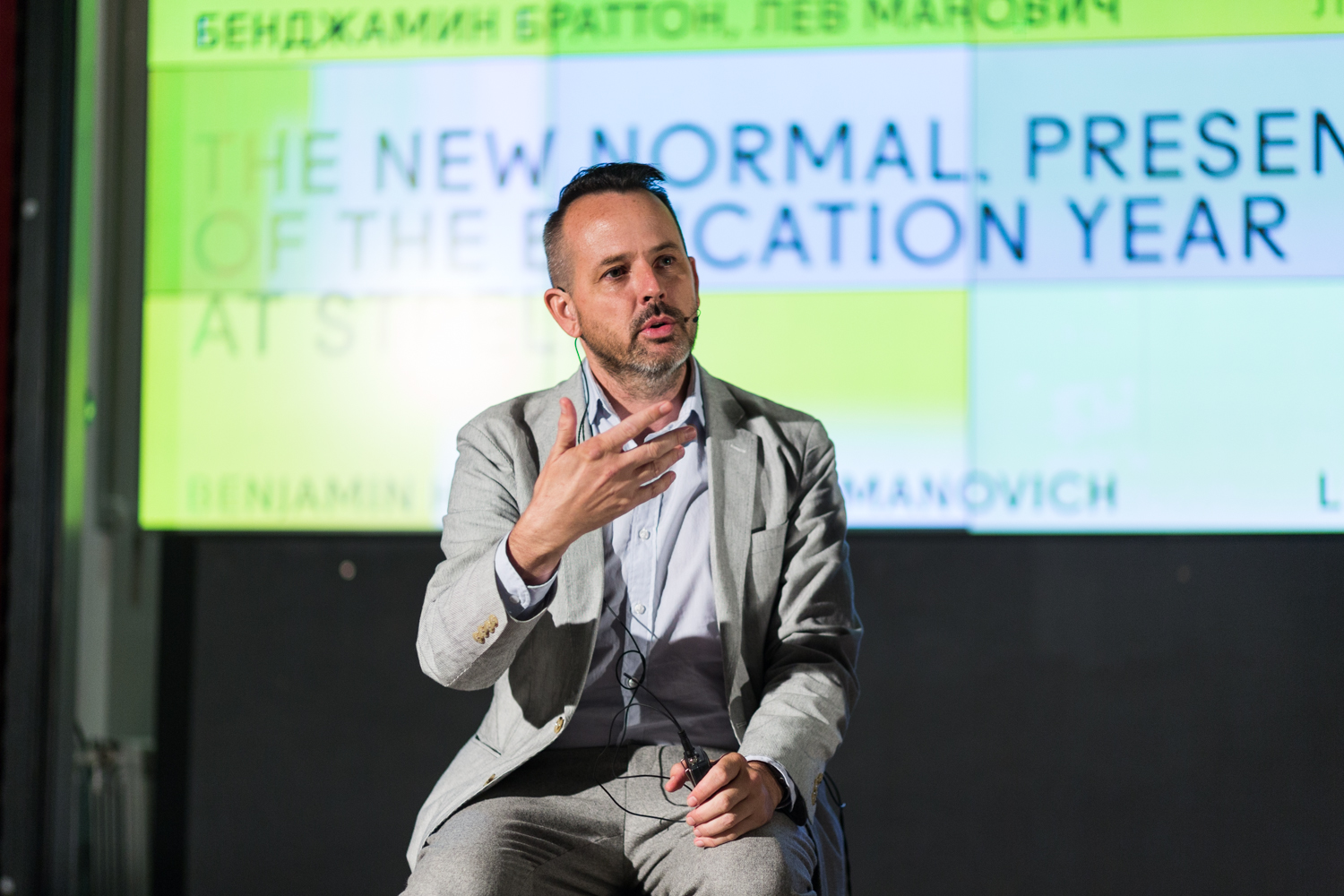
Benjamin Bratton en 2017

Bratton vive en La Jolla, California y tiene un hijo, Lucien, con la escritora Bruna Mori. Es el medio hermano de Jamie Stewart de la banda Xiu Xiu.

## Publicaciones

### The Stack: On Software and Sovereignty
Es uno de los libros de Benjamin H. Bratton, publicado el 6 de febrero de 2015 por MIT Press. En The Stack, Benjamin Bratton propone que estos nuevos géneros de la computación como: redes inteligentes, plataformas en la nube, aplicaciones móviles, ciudades inteligentes, Internet de las cosas, automatización, entre otros; se pueden ver como un conjunto que evoluciona como un todo coherente: una megaestructura accidental llamada The Stack que éste es al mismo tiempo un aparato computacional como una arquitectura de gobierno.
Dentro de las cuestiones más importantes del libro se plantean varias preguntas, entre estas ¿qué ha hecho la computación a escala planetaria a nuestras realidades geopolíticas?, The Stack plantea su teoría desde una perspectiva que toma la diferentes escalas desde el abastecimiento de energía y minerales y la infraestructura de nube subterránea hasta el software urbano y los sistemas de direccionamiento universal masivos; desde las interfaces dibujadas por el aumento de la mano y el ojo hasta los usuarios identificados por la auto-cuantificación y la llegada de legiones de sensores, algoritmos y robots. En gran escala, la unión de estas pequeñas partes plantea la duda de ¿cómo se distorsionan y deforman las geografías políticas moderna y producen nuevos territorios computacionales a su semejanza?

The Stack está dividido en 6 grandes pilares: Usuario, Interfaz, Dirección, Ciudad, Nube y Tierra, estos límites de estudio están destinados a incluir todos los sistemas tecnológicos de la computación a una escala planetaria para entender las demandas del Siglo XIX.
"Experimentamos una crisis de "continuidad" que es tanto la causa como el efecto de la incapacidad de nuestra especie para pagar sus deudas ecológicas y financieras". - (Benjamin Bratton, 303)

#### Capa del Usuario
En esta capa sucede un intercambio de datos entre el usuario y The Stack, en esta capa se cree tener una especie de agencia, o posición dentro de un sistema que proporciona un rol dentro de este mismo. Como especie lo importante es pensar en que hay un control sobre lo que sucede, pero en realidad es una capa en donde un usuario, ya sea humano o no humano, entra en un intercambio de datos y de información perdiendo de cierta manera la agencia, libertad y deseo.

#### Capa de la Interfaz
En términos generales, se podría decir que la mano humana ya puede describirse como una interfaz formada a través de los milenios por las herramientas creadas por el ser humano. La capa de la interfaz es el mediador entre los usuarios y las capas técnicas que facilitan las interacciones humano-máquina. La interfaz es una capa capaz de conectarse y desconectarse, se comprime y expande para enrutar las acciones del usuario a través de las columnas que proporciona The Stack.

#### Capa de las Direcciones
Los sistemas de direcciones son sistemas formales, ligados a nombres y números que le proporcionan al usuario (humano o no humano) un derecho sobre The Stack, ya que solo lo que tiene una dirección puede ser objeto de derechos dentro de un sistema de “orden geográfico virtual”. La dirección designa un lugar para las cosas y le permite mantener relaciones con otras, logrando darle validez, permitiendo su existencia en este mundo.

#### Capa de la Ciudad
Ubicada debajo de la capa de las direcciones, se relaciona con la topografía antigua conocida como: la ciudad. Dentro de esta capa no existe la idea de los ciudadanos, cada persona dentro de esta es un usuario más en movimiento. Las ciudades construidas por medio de la arquitectura, en donde esta proporciona el diseño de la interfaz de cemento con la cual los usuarios interactúan, por medio del teléfono móvil que proporciona parámetros para el acceso y las formas en como se debe interactuar.

#### Capa de la Nube
La capa de la nube es una especie de proyecto en terraformación, en la superficie terrestre. Las nubes son construidas, o interactúan, con el internet, formando una sola gran computadora discontinua. La capa de la nube proporciona poder, porque es la capa del orden en donde se identifica, produce y supervisa la información que pasa de arriba hacia abajo, desde los bordes internos y externos, y es la que proporciona los pasajes por donde se transita. Esta nube asume funciones del estado, un ejemplo es la cartografía. Entre las capas de nubes más conocidas se encuentran: Amazon, Google y Apple, pero también WalMart, UPS y el Pentágono.

#### Capa de la Tierra
La capa de la tierra permite la existencia de esta máquina hambrienta conocida como The Stack. Las consecuencias de la existencia de esta máquina significan que se consumen cantidades enormes de la tierra de diferentes formas. Sin la extracción de minerales o rocas preciosas, es imposible concebir el nacimiento del Stack, que terraforma la tierra según una noción de geodiseño lógico pero que es al azar.

### Dispute Plan to Prevent Future Luxury Constitution
Es un libro de Benjamin H. Bratton publicado en 2016 que pertenece al género de ficción. Su prólogo fue redactado por Keller Easterling y es distribuido por Sternberg Press.
El plan de disputa para prevenir la futura Constitución de lujo, es una colección de breves ficciones sobre arquitectura y violencia política. El libro teje hechos y ficción para dramatizar las simetrías y las complicidades entre la violencia diseñada y la violencia del diseño: sus tramas, esquemas, utopías y distopías.
La teoría caleidoscópica de Benjamin H. Bratton vincula las fantasías utópicas de la violencia política con los programas igualmente utópicos de seguridad y control. Ambos se basan en todo tipo de dobles, modelos, trucos, prototipos y campañas de asombro para realizar sus propagandas de la escritura, la amenaza y la imagen. Desdibujando la realidad y el engaño, colaboran en una política de arquitectura literalmente psicótica.
El elenco de personajes en este drama son un conjunto de desesperación que se mueven entre la realidad y la especulación, la acción y el guion, la carne y el símbolo, la muerte y la filosofía: insectos urbanistas, mascaradas sediciosas, ideólogos epistolarios, simulaciones distantes, instalaciones carnívoras, imágenes olvidadas, revueltas de marca, implosión de rascacielos, memoriales sentimentales, búnkeres, secuestros sagrados, refugios de vampiros, enclaves suburbanos, grandes propuestas, protocolos de seguridad ambiental, disputadas fronteras de conveniencia, campus de investigación vacíos y cirugía robótica.